# Église Saint-Michel de Lille
L’église Saint-Michel est une église, située place Philippe-Lebon, dans le quartier Lille-Centre à Lille.
Ce site est desservi par la station de métro République - Beaux-Arts.

## Historique
La construction de l’église Saint-Michel de Lille participe de la recomposition urbaine de la ville sous le Second Empire après l’annexion à Lille de ses faubourgs. Ces travaux comprennent l'ouverture d'un réseau de voies dans le nouveau quartier auquel l'église Saint-Michel donne son nom, notamment la création de la place Philippe Lebon où sera érigé cet édifice. La mise au concours d’un projet d’église et d’un presbytère est décidé en 1868. Le concours sera remporté par l'architecte Alfred Coisel et la construction de l'église s'effectuera de 1869 à 1874.
L'église, propriété de la ville de Lille, a été restaurée en 2019. Après des travaux de grande ampleur, les pierres ont retrouvé une belle couleur et un nettoyage profond a été réalisé. Des travaux de réfection de la toiture sont projetés.

## Description
De style romano-byzantin, l’église Saint-Michel est inspirée des grandes basiliques romanes. Elle est construite en pierre calcaire pour le clocher-porche, la flèche et les parements, avec un remplissage en brique.
Elle comporte trois vaisseaux, la nef centrale ayant deux niveaux et les bas-côtés un. Les ouvertures divisées par un meneau sont surmontées d’un oculus. Le chœur est encadré par deux sacristies. La nef est supportée par des arcades en plein cintre et douze colonnes monolithes en pierre de Tournai à chapiteaux corinthiens. Elle présente, comme les bas-côtés, un plafond à caissons en bois de chêne. La croisée du transept est surmonté d'une coupole octogonale.

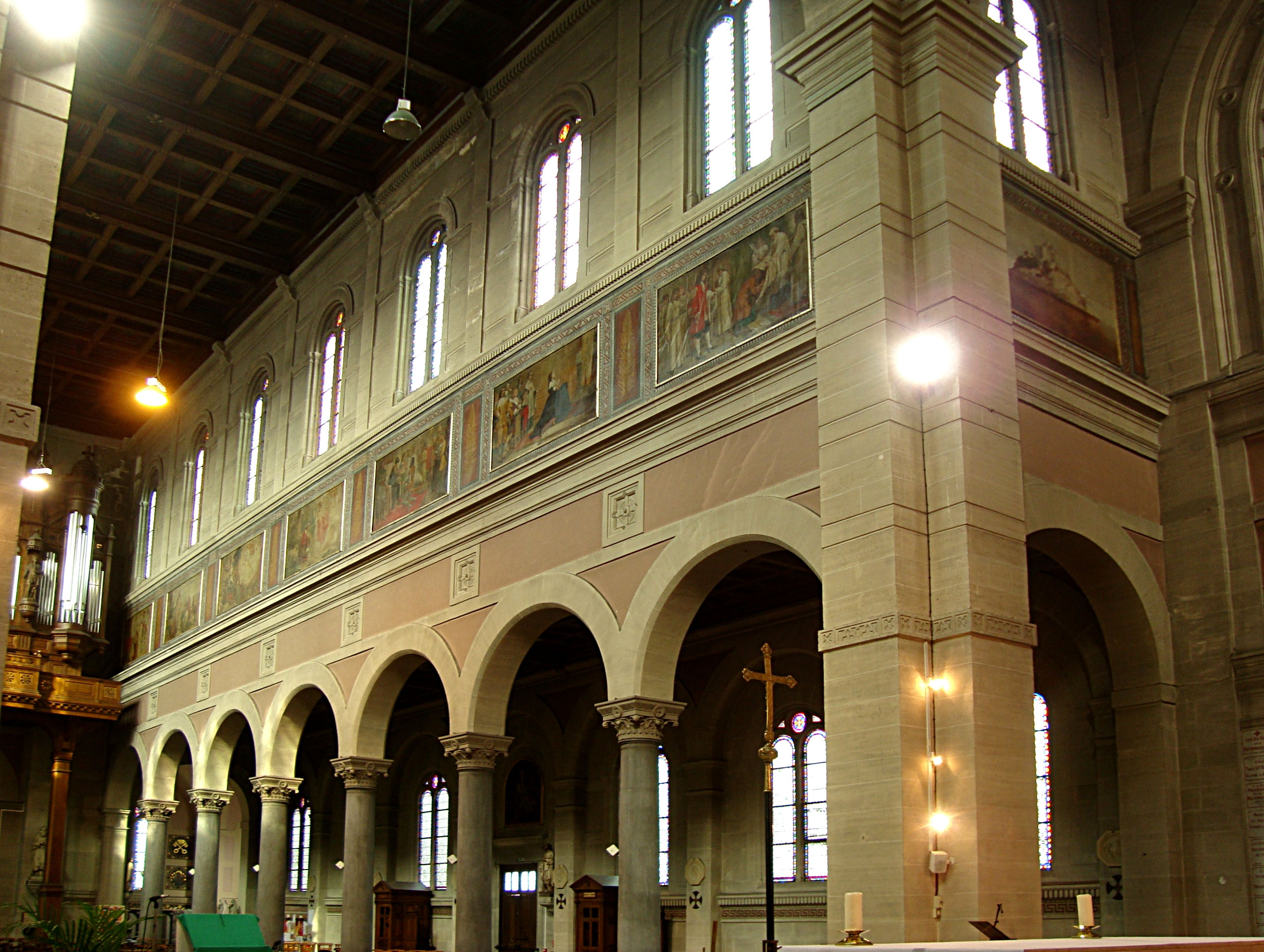
La nef et le cycle de Saint-Michel

Les côtés du chœur sont décorés de peintures murales, réalisées par Alphonse Colas, représentant les 12 apôtres. Dix-huit stalles y sont installées.
Le chœur est meublé, en plus des stalles, d'un modeste maître-autel. Au-dessus de celui-ci figurent cinq vitraux. Au centre une vierge à l'enfant, encadrée de deux anges, puis saint Joseph à gauche et saint Jean-Baptiste à droite. Au-dessus des vitraux, une fresque représente le Christ en majesté entourée des anges.
La nef et le transept sont également décorés d'un cycle de l'histoire de Saint-Michel, pour partie réalisé par Colas avant sa mort en 1887, et pour le reste par le peintre belge Albéric-Victor Duyver.
Le grand orgue a été construit en 1898 par Joseph Merklin. Modifié depuis, il comporte aujourd'hui trois claviers et un pédalier, et compte 2700 tuyaux. Son esthétique actuelle le rapproche de l'orgue d'Olivier Messiaen à l'Église de la Sainte-Trinité de Paris, accentuant ainsi la ressemblance entre les deux églises.

## Culte
L'église Saint-Michel et le Sacré-Cœur font partie de la paroisse Notre-Dame-de-Pentecôte.
Du lundi au vendredi, la messe y est célébrée à 19 h. Les messes dominicales sont célébrées le dimanche à 10h30 et à 19h.

## Galerie

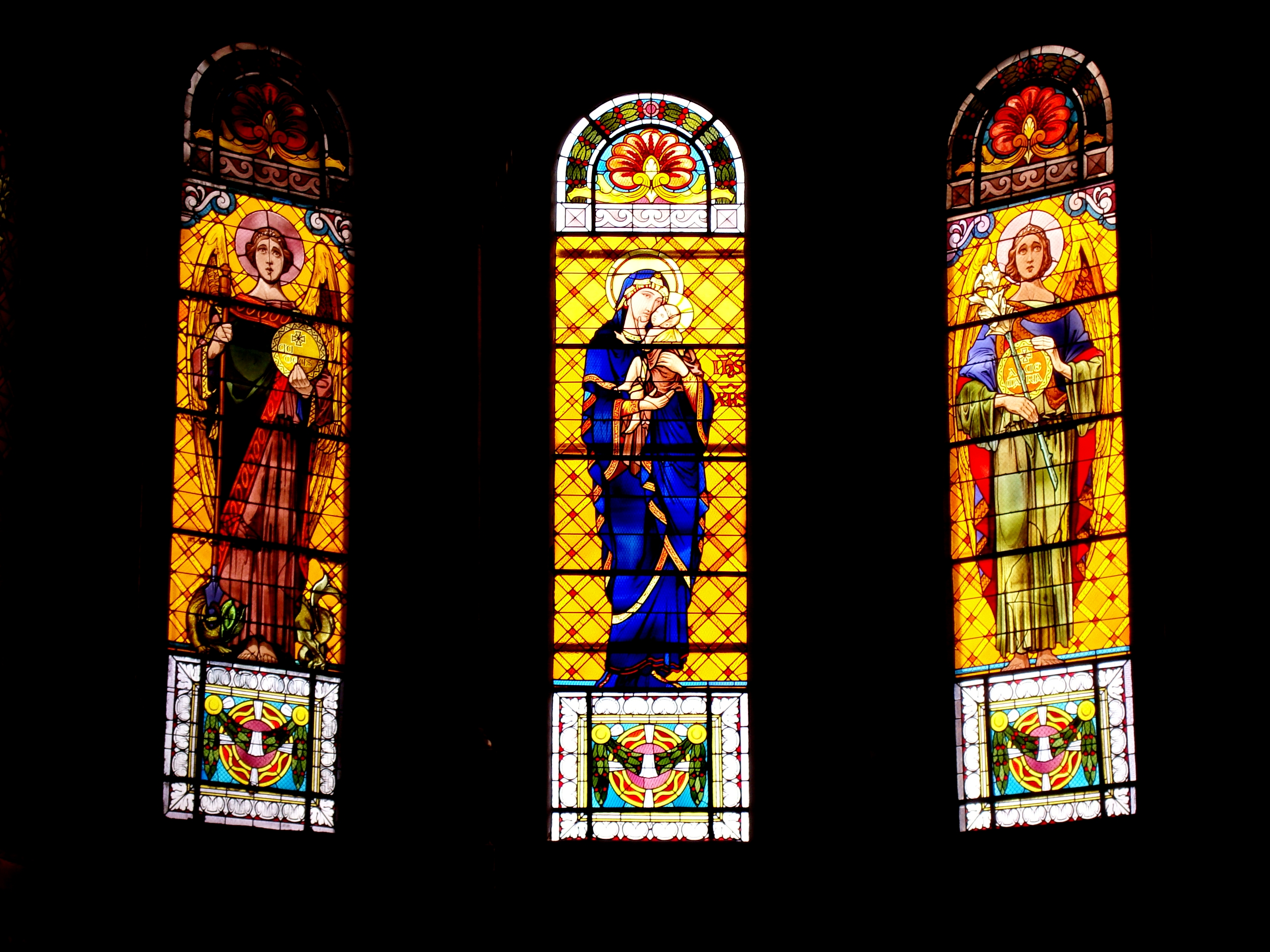
Vitraux